# Turning Torso
Turning Torso je neofuturistični stanovanjski nebotičnik, zgrajen leta 2005 v Malmöju na Švedskem. Bil je najvišja stavba v nordijski regiji do septembra 2022, ko ga je presegel Karlatornet v Göteborgu. Stoji na švedski strani Øresundskega preliva, zgradila pa ga je in je v lasti švedske zadružne stanovanjske zveze HSB. Velja za drugi zasukani nebotičnik na svetu, ki je prejel ta naziv, po Telekomovem stolpu v Maleziji.
Zasnoval ga je španski arhitekt, gradbeni inženir, kipar in slikar Santiago Calatrava, uradno pa je bil odprt 27. avgusta 2005. Doseže višino 190 m s 54 nadstropji in 147 stanovanji. Turning Torso je leta 2005 prejel nagrado Gold Emporis Skyscraper Award, leta 2015 pa nagrado za 10 let Sveta za visoke stavbe in urbano okolje.

## Oblikovanje
Turning Torso temelji na skulpturi Twisting Torso, belem marmornem kipu Calatrave, ki je bil zasnovan na obliki zvijajočega se človeškega bitja.
Leta 1999 je nekdanji generalni direktor HSB Malmö, Johnny Örbäck, videl skulpturo v brošuri, ki je predstavljala Calatravo v povezavi z njegovim prispevkom k arhitekturnemu natečaju za Øresundski most. Ob tej priložnosti je Örbäcka navdihnila ideja za gradnjo HSB Turning Torso. Kmalu zatem je odpotoval v Zürich, da bi se srečal s Calatravo in ga prosil, naj oblikuje stanovanjsko stavbo, ki bi temeljila na ideji strukture zvijajočih se kock.
Gre za trdno, nepremično stavbo, zgrajeno iz devetih segmentov petnadstropnih petkotnikov, ki se med dvigovanjem zvijajo drug glede na drugega; najvišji segment je od pritličja zasukan za 90 stopinj v smeri urinega kazalca. Vsako nadstropje je sestavljeno iz nepravilne petkotne oblike, ki se vrti okoli navpičnega jedra, ki ga podpira zunanji jekleni okvir. Spodnja dva segmenta sta namenjena pisarniškim prostorom. V segmentih od tri do devet je 147 najemniških stanovanj.

## Gradnja
Gradnja se je začela februarja 2001. Eden od razlogov za gradnjo Turning Torsa je bil ponovna vzpostavitev prepoznavne silhuete Malmöja, odkar so leta 2002 odstranili žerjav Kockums, ki je stal manj kot kilometer od Turning Torsa. Lokalni politiki so menili, da je pomembno, da imajo prebivalci nov simbol za Malmö namesto žerjava, ki se je uporabljal za ladjedelništvo in je nekako simboliziral delavske korenine mesta.
Gradnja dela te stavbe je bila predstavljena v televizijski oddaji Discovery Channel Extreme Engineering, ki je prikazovala, kako je bilo zgrajeno nadstropje stavbe.
Pred gradnjo Turning Torsa je bil 86 metrov visok Kronprinsen najvišja stavba v mestu.
Stanovanja naj bi bila sprva prodana, vendar je zaradi premajhnega zanimanja oddana v najem. Lastnik je stavbo večkrat neuspešno poskušal prodati. Stroški gradnje stavbe so bili več kot dvakrat višji od prvotno predvidenih stroškov.

## Dogodki
18. avgusta 2006 se je avstrijski padalec Felix Baumgartner s padalom spustil na Turning Torso in nato z njega skočil.
V 49. nadstropju je javna razgledna ploščad, v nadstropjih od 50 do 52 pa zasebni klub, prostori za sestanke, recepcija in restavracija.
53. in 54. nadstropje v Turning Torsu sta konferenčni nadstropji, ki jih rezervira in upravlja Sky High Meetings. Od leta 2009 se je lastnik, HSB, odločil, da javnost obišče ta nadstropja, vendar le ob posebnih dnevih, za kar je potrebna predhodna rezervacija.

## Galerija
- Gradnja leta 2004
- Glavni vhod
- Zgornja nadstropja
- Pogled iz zraka
- Pogled s tal
- Pogled ponoči
- Videno v zimski večerni svetlobi, januar 2024